# Episodi de I Fungies (terza stagione)
La terza stagione della serie animata I Fungies, composta da 20 episodi, è stata pubblicata negli Stati Uniti, da HBO Max, il 16 dicembre 2021.
In Italia la stagione viene trasmessa dal 2 maggio 2022 su Cartoon Network.
| nº | Titolo originale        | Titolo italiano               | Pubblicazione USA | Prima TV Italia |
| -- | ----------------------- | ----------------------------- | ----------------- | --------------- |
| 1  | Hugbear Hullabaloo      | L'orsacchiotto degli abbracci | 16 dicembre 2021  | 3 maggio 2022   |
| 2  | Shania's Place          | A casa di Shania              | 16 dicembre 2021  | 5 maggio 2022   |
| 3  | Pam's Big Break         | Pam l'inarrestabile           | 16 dicembre 2021  | 6 maggio 2022   |
| 4  | You've Got Whale        | Problemi di cuore             | 16 dicembre 2021  | 9 maggio 2022   |
| 5  | Beefy Cruise            | La crociera                   | 16 dicembre 2021  | 10 maggio 2022  |
| 6  | Billy Fungie            | Billy Fungie                  | 16 dicembre 2021  | 12 maggio 2022  |
| 7  | Pascal's Big Fan        | Un nuovo ammiratore           | 16 dicembre 2021  | 11 maggio 2022  |
| 8  | Sir Tree's Sick         | Un albero da salvare          | 16 dicembre 2021  | 13 maggio 2022  |
| 9  | Virtual Boys            | Ragazzi virtuali              | 16 dicembre 2021  | 16 maggio 2022  |
| 10 | Too Many Grandpas       | Cercasi nonno                 | 16 dicembre 2021  | 17 maggio 2022  |
| 11 | Messy Locker            | Un gran disordine             | 16 dicembre 2021  | 18 maggio 2022  |
| 12 | The Edge                | Le terre desolate             | 16 dicembre 2021  | 20 maggio 2022  |
| 13 | Simple Beefy            | Vita di campagna              | 16 dicembre 2021  |                 |
| 14 | Nancy and the Rodeo     | Nancy e il rodeo              | 16 dicembre 2021  | 19 maggio 2022  |
| 15 | Teacher Terry's Day Off | Il giorno libero              | 16 dicembre 2021  |                 |
| 16 | The Lord & the Layabout | La fiera dei granchi          | 16 dicembre 2021  |                 |
| 17 | Mifflin's Replacement   | Il sostituto                  | 16 dicembre 2021  |                 |
| 18 | Mission Shania          | Missione Shania               | 16 dicembre 2021  |                 |
| 19 | Miner's Market          | I minatori                    | 16 dicembre 2021  |                 |
| 20 | Lost Fungies            | La leggenda delle stelle      | 16 dicembre 2021  | 2 maggio 2022   |